# Giuseppe Simili
Giuseppe Simili (Mineo, 17 febbraio 1865 – Catania, 2 marzo 1920) è stato un avvocato, giornalista, politico italiano e fondatore di giornali quotidiani e riviste.

## Biografia
Nasce a Mineo il 17 febbraio 1865, da Silvestro Simili (sindaco della città) e da Girolama Cirmeni. Dopo gli studi medio-superiori completati a Caltagirone, a 18 anni, nel 1884 si iscrive nell'ateneo catanese a Giurisprudenza. Nel 1885 viene eletto consigliere comunale di Catania e nel luglio 1888 consegue la laurea. Da questo momento inizia la sua attività professionale presso le preture di Mineo, di Militello e di Caltagirone.
A Caltagirone affianca alla professione forense quella di giornalista politico, appoggiando la candidatura dello zio materno Benedetto Cirmeni alle elezioni per la Camera.
Nel 1896, Simili si trasferisce a Catania dove ottenne numerosi successi professionali e diviene uno degli avvocati più conosciuti della città etnea. Nel 1901 è tra i fondatori del quotidiano "La Sicilia" (nome completo: La Sicilia: corriere delle Isole e del Mezzogiorno). Nel 1907 è eletto presidente del Circolo radicale di Catania e aderisce alla causa di Nunzio Nasi, sindaco di Trapani. A partire da questo periodo la sua attività si diversifica e si occupa sempre più di letteratura (teatro, prosa, ecc.). Nel 1915 fonda il quotidiano “Giornale dell'Isola", firmandosi sotto lo pseudonimo di "Conte di Stein", ma la sua attività di editorialista e condirettore cade sotto l'occhio della censura. Morì nel 1920. 
Fu il padre dello scrittore umorista Massimo Simili (Catania, 16 febbraio 1913 - Berna, 23 aprile 1972), collaboratore del celebre bisettimanale Bertoldo e autore del romanzo Gli industriali del ficodindia (1964), una sottile satira del carattere dei siciliani e di un certo malcostume degli istituti regionali, ridotto per il Teatro Stabile di Catania agli inizi degli anni '70; gli fu rilasciato un attestato di benemerenza dal Duca di Gloucester;  fu presidente del Board of Trustees.